# (6196) Bernardbowen
(6196) Bernardbowen es un asteroide perteneciente al cinturón de asteroides, región del sistema solar que se encuentra entre las órbitas de Marte y Júpiter, descubierto el 28 de octubre de 1991 por Seiji Ueda y el astrónomo Hiroshi Kaneda desde el Kushiro Marsh Observatory, Hokkaido, Japón.

## Designación y nombre
Designado provisionalmente como 1991 UO4. Fue nombrado Bernardbowen en homenaje a Bernard Bowen, fue el presidente fundador del Centro Internacional para la Investigación de Radio Astronomía y fue fundamental en su establecimiento en 2009. Ayudó a llevar parte del telescopio Square Kilometre Array al oeste de Australia. También destacó en ciencias marinas australianas y protección del medio ambiente.

## Características orbitales
Bernardbowen está situado a una distancia media del Sol de 2,199 ua, pudiendo alejarse hasta 2,407 ua y acercarse hasta 1,991 ua. Su excentricidad es 0,094 y la inclinación orbital 6,197 grados. Emplea 1191,54 días en completar una órbita alrededor del Sol.

## Características físicas
La magnitud absoluta de Bernardbowen es 13,8. 